# Nasukarasuyama

Nasukarasuyama (那須烏山市 Nasukarasuyama-shi?) este un municipiu din Japonia, prefectura Tochigi.